# Bengt Svensson (professor)
Bengt Svensson, född 13 december 1946 i Borås, är en svensk professor i socialt arbete med inriktning på missbruk vid Malmö högskola sedan 2009 och är en flitig debattör i frågor som rör narkotikapolitik och vårdinsatser för personer med narkotikamissbruk.
Till grund för hans bok och doktorsavhandling ”Pundare, jonkare och andra” ligger en etnografisk fältstudie som Svensson genomförde i Malmö 1989-1995.
Svenssons fortsatta forskning har bland annat handlat om heroinmissbruk, tvångsvård av narkotikamissbrukare och rymningar från tvångsvård och kriminalvård.